# Balta acutiventris
Balta acutiventris es una especie de cucaracha del género Balta, familia Ectobiidae.

## Distribución
Esta especie se encuentra en India.